# Iris rossii
Iris rossii är en irisväxtart som beskrevs av John Gilbert Baker. Iris rossii ingår i släktet irisar, och familjen irisväxter. Inga underarter finns listade i Catalogue of Life.